# Candalides hubnerii
Candalides hubnerii är en fjärilsart som beskrevs av Jean Baptiste Godart 1823. Candalides hubnerii ingår i släktet Candalides och familjen juvelvingar. Inga underarter finns listade i Catalogue of Life.